# جورج دان
جورج دان (بالإنجليزية: George Alexander Dunn)‏ هو سياسي أسترالي وبريطاني (وحمل سابقاً جنسية المملكة المتحدة لبريطانيا العظمى وأيرلندا)، ولد في 27 مارس 1859 في أستراليا، وتوفي في 18 يوليو 1925 في أستراليا. حزبياً، نشط في حزب العمال الأسترالي (فرع جنوب أستراليا) ‏ وNational Party (South Australia) ‏. وقد انتخب عضو مجلس النواب جنوب أستراليا من الجمعية عن دائرة Electoral district of Murray (South Australia) ‏ وقد انضم خلال فترته النيابية (27 مارس 1915 – 5 أبريل 1918)  للكتلة البرلمانية حزب العمال الأسترالي (فرع جنوب أستراليا) ‏.